# 蓮達文島
蓮達文島（英語：Lindeman Island）是隸屬於聖靈群島的島嶼，位於澳大利亞昆士蘭沿海。是由貝德維爾上尉以他的副船長之名所命名。此島嶼由海平面上升後淹沒火山所形成，大部分地區都包含在蓮達文群島國家公園中。島上擁有渡假村和機場。

## 歷史
蓮達文島於1900年前一直由原住民管理，他們在該地捕魚。1861年8月下旬，在附近的島嶼發生事件，當地部落與歐洲人之間起爭執，一名原住民及兩名歐洲人遭槍殺。隨後歐洲人採取報復行動，原住民們逃入山區，他们後來抵制搬遷至大陸。1905年，詹姆斯·阿德頓（James Adderton）上尉在島上租下了一塊放牧绵羊的土地，並建立了剪羊毛设施。